# Stylocheilus longicauda
Stylocheilus longicauda är en snäckart som först beskrevs av Jean René Constant Quoy och Joseph Paul Gaimard 1825.  Stylocheilus longicauda ingår i släktet Stylocheilus och familjen Notarchidae. Inga underarter finns listade i Catalogue of Life.